# Francis T. Maloney
Francis T. Maloney (Meriden, 1894. március 31. – Meriden, 1945. január 16.) az Amerikai Egyesült Államok szenátora (Connecticut, 1935–1945).